# 云南棘猛水蚤
云南棘猛水蚤（学名：Attheyella yunnanensis）为异足猛水蚤科棘猛水蚤属的动物，是中国的特有物种。分布于云南等地，主要栖息于小型水域中。